# Мілювка (Сілезьке воєводство)
Мілю́вка (пол. Milówka) — село в Польщі, у гміні Мілювка Живецького повіту Сілезького воєводства.
Населення — 4468 осіб (2011).
У 1975—1998 роках село належало до Бельського воєводства.

## Географія
У селі річка Бистра впадає у Солу.

## Демографія
Демографічна структура станом на 31 березня 2011 року:
|          | Загалом | Допрацездатний вік | Працездатний вік | Постпрацездатний вік |
| -------- | ------- | ------------------ | ---------------- | -------------------- |
| Чоловіки | 2173    | 486                | 1495             | 192                  |
| Жінки    | 2295    | 461                | 1357             | 477                  |
| Разом    | 4468    | 947                | 2852             | 669                  |